# Herzog Zwei
Herzog Zwei — видеоигра в жанре стратегия в реальном времени, разработанная компанией Technosoft и выпущенная в 1989 году для игровой консоли Sega Mega Drive. Является продолжением игры Herzog для домашних компьютеров стандарта MSX, а также одной из первых игр жанра стратегии в реальном времени.
В сентябре 2016 года компания Sega приобрела права на всю интеллектуальную собственность Technosoft, в том числе и на Herzog Zwei. В 2020 году игра была перевыпущена для гибридной консоли Nintendo Switch в качестве девятнадцатой и последней игры под лейблом SEGA AGES.

## Игровой процесс

Кадр из игры

Игра содержит набор уровней-карт, действие на которых происходит в разных условиях, влияющих на игровой процесс — в лесах, на островах, на вулкане. На карте сражаются два игрока (игрок и компьютер или игрок и второй игрок).
У каждого игрока есть главная база, уничтожение которой приводит к поражению. Также на карте находятся малые базы, которые игроки могут захватывать. От количества захваченных малых баз зависит скорость прибавления денежных средств на счёт игрока.
Сами игроки присутствуют на карте в виде самолётов-трансформеров и могут ходить по поверхности или летать над картой, а также атаковать другого игрока. Запас топлива ограничен, при его исчерпании игрок взрывается и возвращается к своей базе. Пополнить запас топлива возможно над любой из баз игрока.
Игрок не может сам атаковать базу противника, для этого он должен приобретать военную технику и давать ей приказы. Он также может переносить технику, находясь в режиме самолёта. Виды техники включают пехоту, танки, корабли и отличаются рядом характеристик, таких как скорость передвижения и способность перемещаться по земле или воде. Пехота также используется для захвата малых баз.
Версия для Nintendo Switch (как и все игры, выпущенные под лейблом SEGA AGES для данной платформы) включает в себя сетевой режим, настройки экрана и режим помощи для неопытных игроков.

## Отзывы
В 2005 году игра попала на 95 позицию списка ста лучших игр всех времён по версии сайта IGN.